# Josef Daniel Sommer

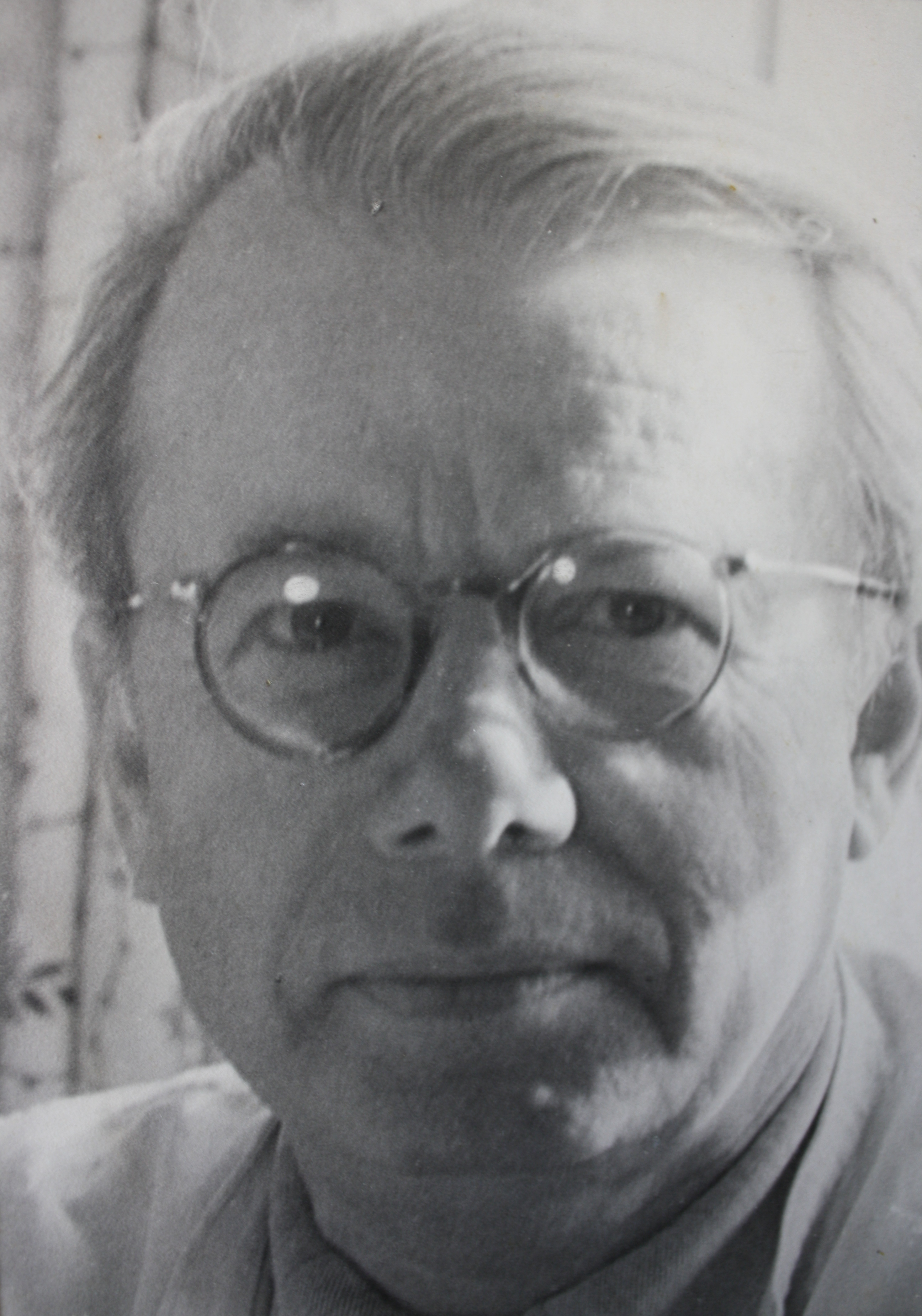
Josef Daniel Sommer um 1930

Josef Daniel Sommer (* 14. August 1886 in Steinheim, Kreis Höxter; † 18. März 1979 in Schlehdorf bei München) war ein deutscher Bildhauer. Bekannt ist er für seine in der Zeit des Nationalsozialismus geschaffene Propagandakunst. Als NSDAP-Kunstfunktionär beteiligte er sich an der Gleichschaltung der Kunst durch die Definition sogenannter „Entarteter Kunst“ und die Verfolgung der Künstler.

## Leben
Sommer, ältestes von sieben Geschwistern, begann nach der Schulzeit eine Lehre bei einem Bildschnitzer und Altarbauer. Anschließend besuchte er die Handwerker- und Kunstgewerbeschule Bielefeld, wurde jedoch bereits nach einem halben Jahr zum Dienst im Ersten Weltkrieg eingezogen. Nach Kriegsende begann er 1919 ein Studium an der Kunstakademie Düsseldorf, an der er später auch lehrte. 1924 wurde er freischaffender Künstler, zunächst und wieder nach Kriegsende mit oft christlichen Motiven, dazwischen mit Auftragswerken für die NSDAP-Propaganda. 1954 zog er in das bayerische Kloster Schlehdorf. 1961 starb seine Frau Liselotte (geb. Braschoss).

## Wirken
Zunächst befasste sich Sommer mit sakralen Werken, darunter viele Plastiken. So 1928 ein Steinrelief mit der Darstellung des Pantokrators, flankiert von den Heiligen Meinolphus und Mauritius, als Supraporte für das Hauptportal der katholischen Pfarrkirche St. Meinolphus-Mauritius in Ehrenfeld. Zusammen mit Jupp Rübsam schuf er in dieser Zeit auch eine Reihe von Bildern für die Innenausstattung der katholischen Kirche St. Georg in Leipzig-Gohlis.

## Nationalsozialistische Kunst

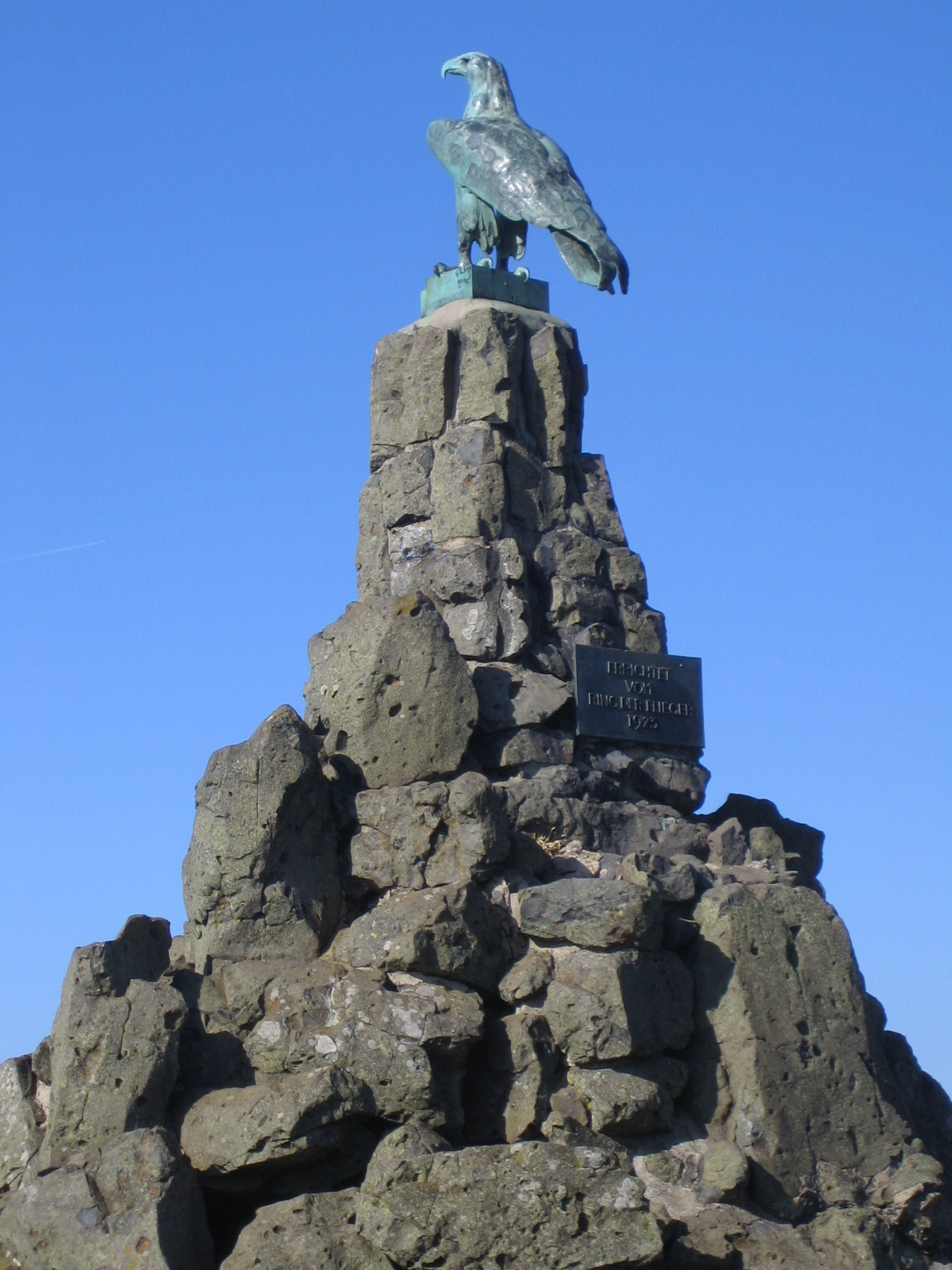
Fliegerdenkmal auf der Wasserkuppe, 1923

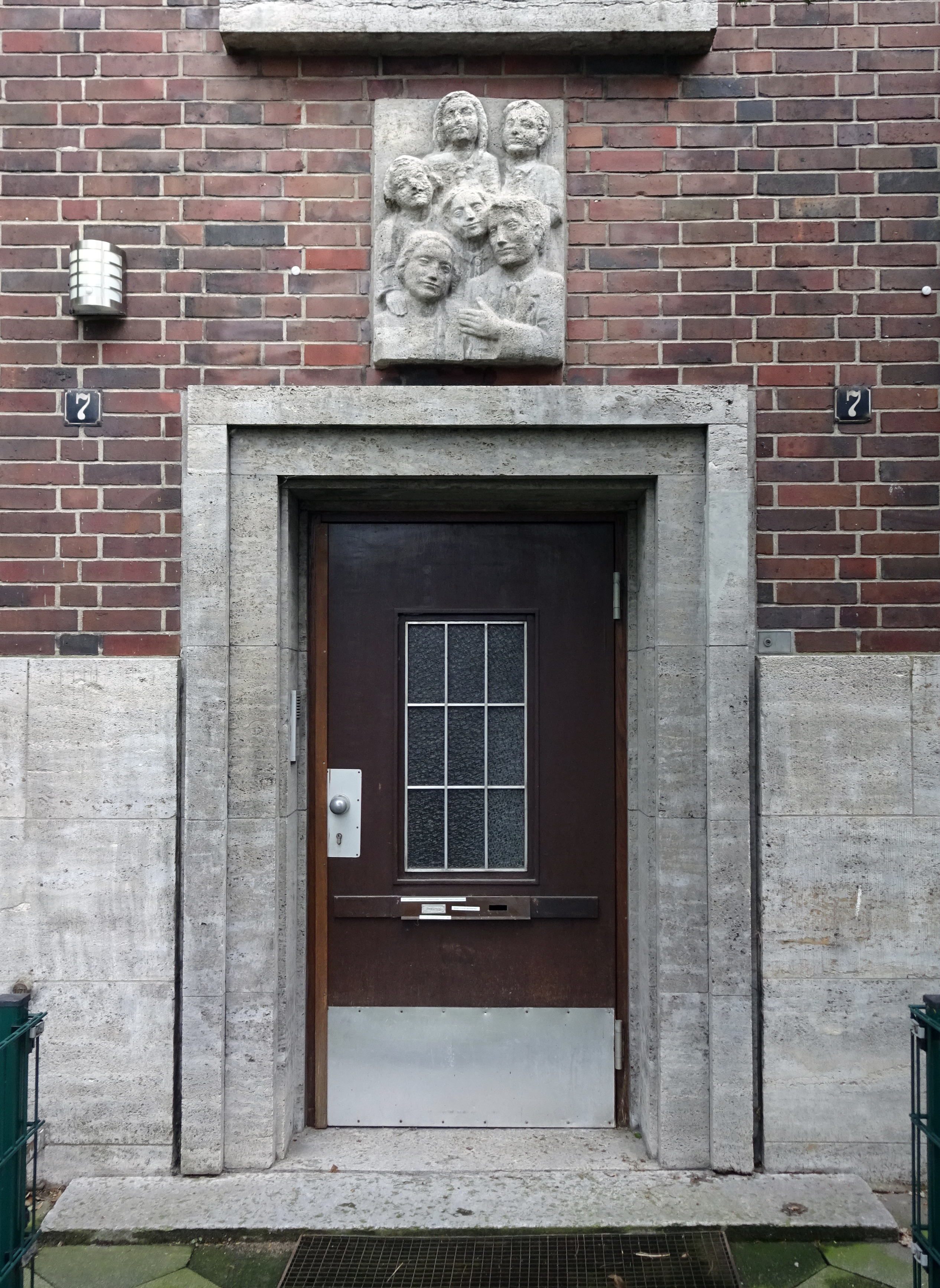
Figurenrelief aus Muschelkalk über Eingangstür am Polizeipräsidium Düsseldorf,Hubertusstraße 7, Düsseldorf-Unterbilk, 1939

Sommer schuf eine Vielzahl öffentlicher Werke die der Kunst im Nationalsozialismus zugeordnet werden, so etwa die 1937 entstandenen Figuren der Musikanten für die Reichsausstellung Schaffendes Volk in Düsseldorf. Hierzu erhielt er die Vorgabe, sie mit „straffen Gesichtern“ und „bewegten Einzelheiten“ zu erschaffen. Offenbar befriedigte das Ergebnis die künstlerische Oberleitung nicht. So beauftragte sie die Steinmetze Haigis und Voegele unter strengen Vorgaben, die Skulpturen vor Eröffnung der Ausstellung nochmals zu überarbeiten. Heute sind nur sechs der ehemals „Zwölf Ständischen“ übrig geblieben, die restlichen sechs gelten als verschollen. Nationalsozialistisch idealisierte Darstellungen von Bauern, Soldaten oder Mädchen sowie NS-Ikonografie wie der Reichsadlers durchziehen sein Werk. Für das Heim der Hitlerjugend in Düsseldorf schuf er eine Skulptur „Bund Deutscher Mädel“ und für das städtische Kulturamt eine Tafel mit Namen von Verschollenen und Gefallenen des Ersten Weltkrieges. In den Beständen des Museums Kunstpalast ist die 1938 erworbene Bronzeskulptur eines „Schreitenden Arbeiters“ erhalten. Mit der Büste „Der Stoßtruppführer“ trat er 1942 in der Frühjahrs-Ausstellung der Gesellschaft zur Förderung der Düsseldorfer bildenden Kunst auf.
Als eines von fünf Mitgliedern der Gaukommission des Reichskartells der bildenden Künste im Gau Düsseldorf beteiligte sich Sommer auch als Funktionär an der Gleichschaltung der Zivilgesellschaft im Nationalsozialismus. Die Kommission kontrollierte die Erteilung für die künstlerische Tätigkeit nun notwendiger Lizenzkarten. Wer aufgrund seiner Abstammung keinen Ariernachweis erlangen konnte, oder wessen Kunst die Kommission als „entartet“ einstufte, konnte nicht mehr künstlerisch arbeiten. Weitere Verfolgung, bis hin zur Ermordung im Holocaust, schloss sich an. Den Zenit seiner Macht erreichte Sommer ab 1937 als Mitkurator der Großen Deutschen Kunstausstellung und ihrem Gegenstück, der Ausstellung Entartete Kunst.

### Arbeiten für das Kloster Schlehdorf
Nach der Niederlage Deutschlands kehrte Sommer zu christlichen Sujets zurück, darunter Werke für das Kloster Schlehdorf, so ein Kreuzweg in 14 Holzschnitten à 20 × 28 cm, eine lebensgroße Holzskulptur „Heiliger“ von 1956 und eine Büste der Katharina von Sienna, der Patronin des Klosters. Auf den Klosterfluren finden sich auch zwei Holzreliefs „Erntehelferin“ (Maße 44,0 × 79,0 cm, Hochformat) und „Heiliger mit Schützlingen“ (49,0 × 60,0 cm).